# Iwan Kondratjewitsch Babst

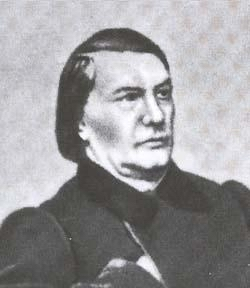
Iwan Kondratjewitsch Babst

Iwan Kondratjewitsch Babst (russisch Иван Кондратьевич Бабст; * 20. Oktoberjul. / 1. November 1823greg. im Dorf Korotojak, Gouvernement Woronesch; † 6. Julijul. / 18. Juli 1881greg. im Dorf Belawino, Rajon Solnetschnogorsk) war ein russischer Historiker, Politökonom, Publizist und Hochschullehrer.

## Leben
Babsts deutschbaltischer adliger Vater Konrad Christoph Babst war Offizier der Kaiserlich Russischen Armee und Schriftsteller. Babst besuchte das Kaiserliche Lyceum zu Riga mit Abschluss 1841. Im folgenden Jahr begann er das Studium an der Kaiserlichen Universität Moskau (IMU) in der Historisch-Philologischen Abteilung der Philologischen Fakultät, das er 1846 bei Timofei Nikolajewitsch Granowski als Kandidat der IMU abschloss. Er blieb an der IMU am Lehrstuhl für Allgemeine Geschichte und unterrichtete Geschichte am Moskauer Nikolai-Waiseninstitut.
Nach erfolgreicher Verteidigung seiner Magister-Dissertation über Staatsmänner des Antiken Griechenlands in der Zeit seines Zerfalls wurde Babst im Juli 1851 Adjunkt der Kaiserlichen Universität Kasan (IKU). Im März 1853 verteidigte er in der IMU mit Erfolg seine Doktor-Dissertation über John Law und die Finanzkrise Frankreichs in den ersten Jahren der Régence für die Promotion zum Doktor der historischen Wissenschaften. Im Oktober 1853 wurde er außerordentlicher Professor am Lehrstuhl für Politökonomie und Statistik der IKU und im März 1856 ordentlicher Professor.
1857 wurde Babst ordentlicher Professor der IMU. Im selben Jahr heiratete er die Französin Marceline-Caroline Freron, mit der er sieben Kinder bekam.
An der Juristischen Fakultät der IMU hielt Babst Vorlesungen über Politökonomie und Statistik. Einer seiner Schüler war Alexander Iwanowitsch Tschuprow. Neben seiner Lehrtätigkeit war Babst 1864–1868 Direktor des Lasarew-Instituts für Orientalische Sprachen. Auch lehrte er an der Akademie für praktische Handelswissenschaften (1860–1864), an der Alexander-Militärschule (1863–1870) und an der Pension des elsässischen Pastors L. Ennes. 1862 war Babst Lehrer für Politökonomie und Statistik des Zarewitsch Nikolai Alexandrowitsch und dann auch des Zarewitsch Alexander Alexandrowitsch, den er auf seinen Reisen durch Russland 1866 und 1869 begleitete.
1857 in den Moskowskije Wedomosti in Nr. 140 und 141 wies Babst auf die Notwendigkeit der Verbreitung vor allem der Basisbildung und Allgemeinbildung hin. Er diskutierte mit Alexander Stepanowitsch Jerschow und Modest Jakowlewitsch Kittary, die sich für die Priorität der technischen Bildung einsetzten. Nach Meinung Babsts hängt der Industriefortschritt von der Verbreitung der Basisbildung ab, indem nur bei Basisbildung im Volk Arbeit wertgeschätzt und die Notwendigkeit der technischen Bildung für die Entwicklung der Industrie erkannt wird.
Im Rahmen der Reformen Alexanders II. war Babst an der Ausarbeitung des neuen Universitätsstatuts beteiligt, das im Juni 1863 verabschiedet wurde.
Der Industrielle Fjodor Wassiljewitsch Tschischow beteiligte Babst an der Herausgabe der Monatszeitschrift Westnik promyschlennosti (Industriebote), die Babst 1860–1861 redigierte wie auch die Zeitschrift Akzioner (1860–1862). Er leitete die Wirtschaftsabteilungen der Zeitungen Iwan Sergejewitsch Aksakows Moskwa und Moskwitsch (1867–1868).
1866 wurde Babst zum Wirklichen Staatsrat (4. Rangklasse) ernannt. 1867 wurde er Geschäftsführer der Moskauer Handelsbank, deren Aktionär er war. 1878 gab er die Leitung der Bank aus Gesundheitsgründen auf.
An der IMU war Babst 1874 in den Ruhestand verabschiedet worden.

## Ehrungen
- Verdienter Professor der IMU (1859)[6]
- Sankt-Stanislaus-Orden II. Klasse mit Kaiserkrone (1865)[5]
- Sonnen- und Löwenorden II. Klasse mit Sternen (1866)[5]
- Orden des Heiligen Wladimir III. Klasse (1869)[5]